# Lagonda 2.6-Litre
Lagonda 2.6-Litre — автомобиль класса люкс компании Lagonda. Это первый автомобиль Lagonda, выпущенный после приобретения компании Дэвидом Брауном в 1947 году. Новый автомобиль отличался от довоенных автомобилей Lagonda более лёгким и изящным кузовом. На нём был установлен 6-цилиндровый линейный двигатель с карбюратором объёмом в 2.6 л (2580 мм3, 105 л. с.), спроектированный Уолтером Оуэном Бентли, директором компании Bentley Motors. Такой же двигатель был позже поставлен на Aston Martin DB2 (1950).
2.6-Litre был доступен с двумя видами кузова — четырёхдверный седан и двухдверный, четырёхместный кабриолет. Кузова кабриолета производились фирмой Tickford. Автомобиль имел независимую подвеску, при этом передняя подвеска была пружинной, а задняя представляла из себя ось de Dion.
Производство автомобиля было завершено в 1953 году, когда он был заменён более мощным Lagonda 3-Litre. Всего было сделано 510 автомобилей.
В 1949 году журнал The Motor протестировал кабриолет 2.6-Litre и опубликовал результаты. Максимальная скорость, которую удалось развить при тестировании, составляла 145.2 км/ч, разгон до 60 миль — 17.6 секунд.
- вид сзади
- вид с бока